# Пуцњава у Врању
Врањска пуцњава је масовна пуцњава која се догодила 3. јуна 1993. године у Врању.
Пуцњава је извршена у касарни Јужноморавске бригаде у Врању. Јожеф Менедер је побегао из притворске ћелије, напао једног чувара и одузео му оружје. Затим је убио шест војника и једног заставника, а ранио још четири војника, пре него што је пуцао и убио се. Јожеф Менедер је рођен у Суботици 1974. године. Према речима његових комшија, био је веома агресиван. Познаници су га описали као мрачну особу. Био је столар до одласка у војску. Његови познаници су рекли да је био члан метал бенда, а чланови ове групе су правили журке на гробљу. Имао је тетоважу обрнути крст. На левој подлактици имао је тетоважу са датумом пуцњаве. Припадао је култу Bad Faith, који води своје порекло од култа Црне руже. Сатанистички симболи, укључујући разгледнице о Bad Faith, пронађени су у његовој соби у кући његових родитеља. Месец дана пре пуцњаве, у безбедносном извештају је писало да би могао да учини нешто непожељно.    